# Hemielimaea mannhardti
Hemielimaea mannhardti är en insektsart som först beskrevs av Krauss 1903.  Hemielimaea mannhardti ingår i släktet Hemielimaea och familjen vårtbitare. Inga underarter finns listade i Catalogue of Life.